# Marques Brownlee
Marques Keith Brownlee (nascut el 3 de desembre 1993), també conegut professionalment com a MKBHD, és YouTuber i jugador professional d'ultimate frisbee. És conegut pels seus vídeos relacionats amb la tecnologia i el seu podcast, Waveform. El nom del seu canal de YouTube és una concatenació de MKB (les inicials de Marques) i HD (per alta definició). A maig de 2024, té 18.9 milions de subscriptors i més de 4 mil milions de visualitzacions de vídeo en total. A l'agost de 2013, Vic Gundotra, un antic vicepresident sènior de Google, va qualificar Brownlee de "el millor crític de tecnologia del planeta ara mateix".